# Scholastique Mukasonga
Scholastique Mukasonga (ur. 1956 w prefekturze Gikongoro) – rwandyjska pisarka pisząca po francusku.

## Życiorys
Urodziła się w 1956 roku w rwandyjskiej prefekturze Gikongoro, gdzie od dzieciństwa odczuwała skutki konfliktu etnicznego. Ostatecznie została zmuszona do opuszczenia szkoły w Butare i ucieczki do Burundi. 27 członków jej rodziny zginęło w ludobójstwie Tutsi dokonanym przez Hutu. W 1992 roku Mukasonga osiadła we Francji, gdzie pracuje w opiece społecznej. Zadebiutowała w 2006 roku autobiografią Inyenzi ou les Cafards. Jej powieść Maria Panna Nilu (2012), która opisuje katolicką szkołę dla dziewcząt z internatem w przededniu ludobójstwa w Rwandzie, przyniosła Mukasondze m.in. Nagrodę Renaudot oraz Nagrodę im. Ahmadou Kouroumy. W 2019 roku powieść została zekranizowana przez Atiqa Rahimiego; obraz miał premierę podczas MFF w Toronto. W 2019 roku angielskie tłumaczenie jej wspomnień pod tytułem The Barefoot Woman znalazło się w finale National Book Award w kategorii przekładu.
Ma dwóch synów.

## Twórczość
- 2006: Inyenzi ou les Cafards[2]
- 2008: La femme aux pieds nus[2]
- 2010: L’Iguifou[2]
- 2012: Notre-Dame du Nil, wyd. pol.: Maria Panna Nilu. Anna Biłos (tłum.). Wydawnictwo Czwarta Strona, 2016. ISBN 978-83-7976-486-0. Brak numerów stron w książce
- 2016: Cœur tambour[6]
- 2020: Kibogo est monté au ciel[7]